# Djabran Fluctus
Lo Djabran Fluctus è una struttura geologica della superficie di Venere.